# Johann Matthias Schild
Johann Matthias Schild (* 23. Oktober 1701 in Düsseldorf; † 28. November 1775 in Bonn) war ein deutscher Porträt-, Tier- und Stilllebenmaler des Rokoko sowie kurkölnischer Hofmaler zu Bonn.

## Leben
Schild war Hofmaler des Kurfürsten Clemens August von Bayern. Als Liebhaber der Jagd nahm dieser viele Tierstücke sowie Gemälde mit der Darstellung von Wildbret und Geflügel in seine Schlösser auf. Ein großer Teil der kurfürstlichen Kunstsammlung befand sich im Jagdschloss Herzogsfreude in Röttgen bei Bonn. Ein Katalog, der zur Versteigerung der 697 Objekte umfassenden Kunstsammlung des 1761 verstorbenen Kurfürsten am 14. Mai 1764 angefertigt worden war, führt allein 39 Bilder des Hofmalers Schild auf. Unter dem nachfolgenden Kurfürsten Maximilian Friedrich von Königsegg-Rothenfels behielt Schild seine Stellung bei Hofe.
Schild hatte am 19. September 1739 Maria Gertrud Vianden geheiratet. Das Paar hatte sieben Kinder, unter ihnen die Historien- und Bonner Hofmalerin Maria Schild sowie den Blumen- und Historienmaler Bartholomäus Franz Schild.